# Liste der Museen im Landkreis Verden
Dies ist eine Liste der Museen im niedersächsischen Landkreis Verden.
| Institution                               | Ort                                                       | Bild |
| ----------------------------------------- | --------------------------------------------------------- | ---- |
| Bremen-Thedinghauser Eisenbahn            | Bremen, Stuhr, Weyhe, Thedinghausen                       |      |
| Deutsches Pferdemuseum                    | Verden (Aller)                                            |      |
| Domherrenhaus. Historisches Museum Verden | Verden (Aller)                                            |      |
| Heimathaus Irmintraut                     | Ottersberg, Ortsteil Fischerhude                          |      |
| KaFF – Kunst am Fluss                     | Ottersberg, Ortsteil Fischerhude                          |      |
| Museum up’n Böhn                          | Langwedel, Ortsteil Etelsen (in der Windmühle "Jan Wind") |      |
| Otto Modersohn Museum                     | Ottersberg, Ortsteil Fischerhude                          |      |